# オールド・ハリー・ロックス
オールド・ハリー・ロックス（Old Harry Rocks）とは、イングランド南部のドーセット州のパーベック半島に位置するStudlandと言う町に存在する、チョークでできた2つの海食柱である。2本あることから、オールド・ハリーとその妻と呼ばれる場合もあるが、実は過去に1本だけになっていた時代もあって、2003年現在の妻は2代目に当る。これらの岩は、ドーセット州のサウス・ウェスト・コースト・パスから見ることができる。

## 地質

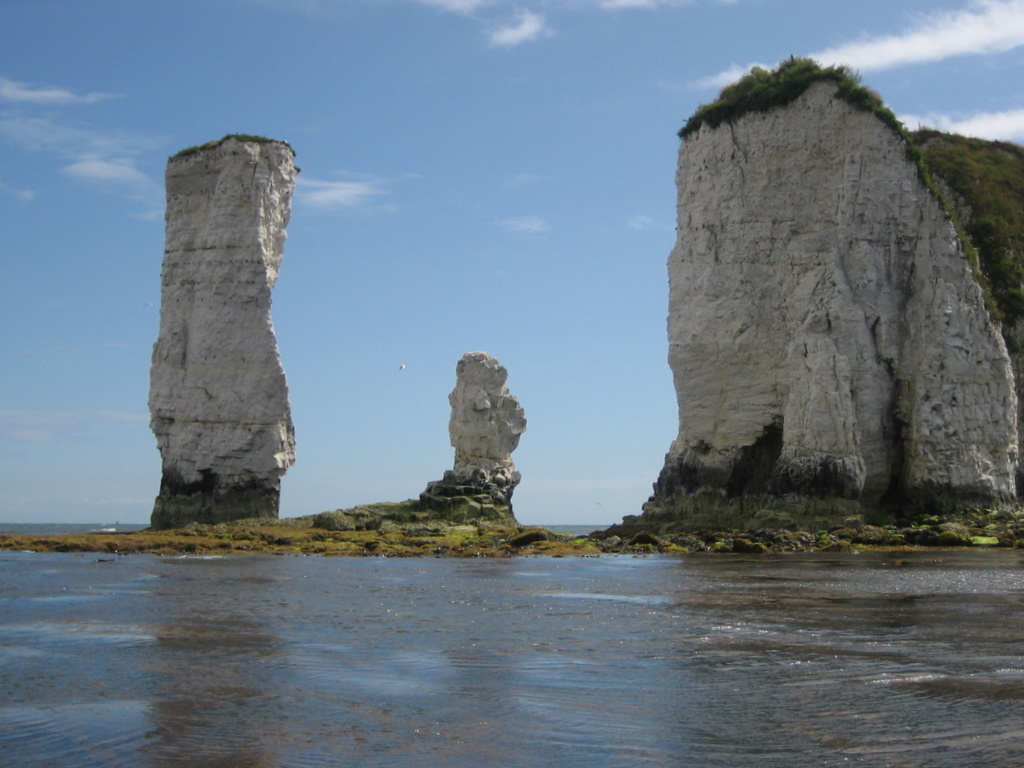
オールド・ハリー・ロックスと彼の妻

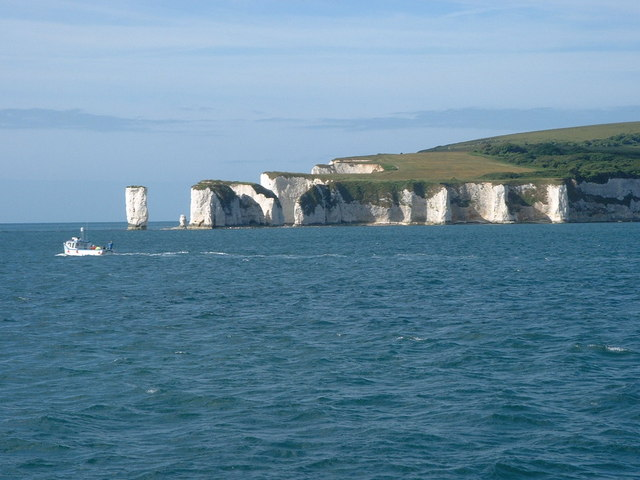
沖から

オールド・ハリー・ロックスは、おおよそ北緯50度64分、西経01度92分に位置する。ここは、ジュラシック・コーストの一部である。ユネスコの世界遺産に登録されているジュラシック・コーストは、デヴォン州東部のエクスマス（Exmouth）近郊のOrcombe Pointから、ドーセット州東部のスワネイジ（Swanage）近郊にある、このオールド・ハリー・ロックスまで、およそ153キロメートルにわたってのびている。
ジュラシック・コーストにある断崖は、西に行くほど古い時代に形成された岩石でできており、東に行くにつれて徐々に新しい岩石でできている。そして、このオールド・ハリー・ロックスは、ジュラシック・コーストの最も東の地点に位置する。すなわち、ジュラシック・コーストの中では、最も新しい岩石で形成されているわけである。このオールド・ハリー・ロックス周辺のチョークが形成されたのは、約6500万年前。そして、このチョークには、フリントの層が所々に含まれている。このチョークでできた岩盤に海の波が当り、柔らかい部分が徐々に侵食されることで、岬のような場所に小さな洞窟ができ、さらにそれが岬を貫通して天然のアーチを形成し、そのアーチが崩落して、アーチの支柱の部分だけが残ったことで、ここに海食柱が形成されたと考えられている。ここの岩盤は侵食され続けており、1896年にはここにあった1本の海食柱が崩れ去った。（このことを、オールド・ハリーの元々の妻が崩れたという喩えで表現する場合もある。）しかし、その後も侵食が続き、幅の狭い地峡から新たに1本の海食柱が形成された。
こうして、ここには2003年現在も2本の海食柱が存在している。

## 伝説
オールド・ハリー・ロックスには、次のような伝説が存在する。
- この地方では、伝統的に「オールド・ハリー（Old Harry）」という言葉は、悪魔を遠回しに指す語として用いられてきた。そして伝説によれば、このオールド・ハリー・ロックスには、その悪魔が眠っていると言う。
- この地方には、かつて悪名高き私掠船の乗組員（海賊）として、さらに、密造酒の作り手としても知られるハリー・ペイ（Harry Paye）という者がいた。この岩の名称は、彼の名前に由来しており、伝説によれば、彼はこの岩の近くに密売品を隠していたと言う。